# Журнал 730
Журна́л «730» — це електронний науково-популярний молодіжний журнал, який було створено на базі Інституту журналістики КНУ імені Тараса Шевченка. Створений 25 лютого 2014 року. У журналі публікуються виключно художньо-публіцистичні та аналітичні жанри.

## Історія
Видавався з 25 лютого 2014 року по червень 2015 року у місті Києві. Відбувалась зміна концепції, що забезпечили перехід від анонсового видання на науково-популярне. Зараз концепцією є «від нашої інформації мало користі — більше їжі для розуму». 2 послідовні зміни редакторської колегії мотивували послідовну зміну загального спрямування матеріалів. Друкований аналог «730» у планах може бути забезпеченим шляхом грандів та проекту «Спільнокошт».
Редакційна колегія: на даний момент складається з головного редактора, заступника редактора (Сергій Артимович), літературного редактора (Ірина Звездовська), верстальника (Ніна Коробко), а також 5 незалежних журналістів.

## Формат
Головним редактором є Леся Козуб (Артимович). Було видано 25 випусків журналу, відбувалася зміна формату на друкований. Викладався у мережу у форматі pdf та за допомогою електронної платформи для періодики issuu. Формат видання — щомісячний. Є некомерційним проектом, орієнтованим на популяризацію наукових знань серед молодіжної спільноти. Видавався виключно українською мовою.

## Тематика
Назва є сумою студентської стипендії, а тому підтверджує молодіжне спрямування журналу. Тематика не має жодного стосунку до студентського життя університету. Базується на жанрах репортажу, нарису, аналітичної статті. Кожен номер за структурою відрізняється, має необмежену кількість сторінок. За історію видання темами випуску, наприклад, були:
- № 18 — антиосінь [ Проблеми у космонавтів, Фанфіки, Фізіологічний вплив сміху ]
- № 19 — метаморфози [ Еволюція, Хоспісна медицина, Винайдення пеніциліну];
- № 20 — перманентність [ Північний полюс, Сила волі, Гіпертимезія];
- № 21 — символи епохи [ Скінхеди, 60-ті, Сюрреалізм];
- № 22 — асоціативність [ Смертна кара, Rammstein].